# Suchá Loz
Suchá Loz település Csehországban, a Uherské Hradiště-i járásban. Suchá Loz Nivnice, Korytná, Strání, Bánov és Březová településekkel határos. Lakosainak száma 1155 fő (2024. január 1.).

## Népesség
A település lakosságának változását az alábbi diagram mutatja:
| Lakosok száma | 604  | 823  | 979  | 1213 | 1254 | 1084 | 1146 | 1141 | 1078 | 1155 |
|               | 1869 | 1900 | 1921 | 1961 | 1980 | 2011 | 2016 | 2019 | 2021 | 2024 |